# Qutluğ Säbäg Qatun
Qutluğ Säbäg Qatun, död okänt år, var en drottning och regent i det Andra turkiska khaganatet. 
Hon var gift med Bilge Qaghan och mor till Tengri Qaghan. Hon var regent under sin sons minderårighet mellan 734 och 741. 